# Makarasana
Makarásana dêvanágari मकरासन IAST makarāsana. É um ásana de retroflexão em decúbito frontal do Ioga.
Em sânscrito, makara é crocodilo. Fazendo alusão ao movimento de abrir a boca que este reptil faz.

## Execução
Conforme o Gheranda Samhita:
2:40. Colocar a boca [queixo] e o peito em contacto com o solo. Estender e separar (amplamente) as pernas. Segurar a cabeça com os braços. Esta postura aumenta o calor corporal.
Uma variação muito comum deste asana consiste em apoiar a cabeça sobre as mãos, mantendo os cotovelos no solo. Há ainda a variação mostrada na foto, que altera completamente o propósito original do asana, passando de uma postura de relaxamento para uma postura de retroflexão.
A posição dos pés também pode variar entre manter o dorso apoiado no chão e permitir que os calcanhares cheguem ao chão. Esta segunda forma de apoiar os pés permite melhor acomodação das pernas e do quadril no solo.